# Kinokunia
Kinokunia is een geslacht van kevers uit de familie  
kniptorren (Elateridae).
Het geslacht is voor het eerst wetenschappelijk beschreven in 1998 door Kishii.

## Soorten
Het geslacht omvat de volgende soort:
- Kinokunia yoshidai Kishii, 1998